# Nikazy z Reims
Nikazy z Reims, fr. Nicaise, grec. Nicasius (zm. 407 w Reims) – biskup Reims, męczennik chrześcijański i święty Kościoła katolickiego.
W czasie najazdów Wandalów, nie opuścił miasta i pozostał w kościele Najświętszej Marii Panny (obecnie Katedra pw. NMP). Tam został ścięty przez najeźdźców. Razem z nim zginęła jego siostra Eutropia.
Jego wspomnienie liturgiczne w Kościele katolickim obchodzone jest 14 grudnia.  Pod tą datą znajduje się również w Martyrologium Hieronimiańskim.
Pogląd, że zginął w czasie najazdu Hunów w 451 roku, nie spotkał się z aprobatą wśród badaczy.
O męczeństwie Nikazego opowiada Passio Nicasii i tam mają początek legendy o kefaloforii.